# Christa Bäckman
Christa Bäckman, född 1 augusti 1962 i Vänersborg, är en svensk bågskytt tävlande för IF Karlsvik.

## Meriter
Christa Bäckman deltog i den svenska delegationen vid OS 1996 och är meriterad i internationella och nationella tävlingssammanhang.

### OS-meriter
- 35:a OS 1996 Atlanta, USA (617/154 p)[1]
- 7:a OS 1996 Atlanta, USA, Lag (J Sjöwall, K Nordlander) [1]

### VM-meriter
- 27:a VM Ute 1993 Antalya, Turkiet, (1299/100 p)
- 29:a VM Ute 1989 Lausanne, Schweiz (1271 p)
- 30:e VM Ute 1991 Krakow, Polen (1243 p)
- 67:a VM Ute 1997 Victoria, Kanada (1239 p)
- 2:a VM-Ute 1989 Lag (Jenny Sjöwall, Petra Ericsson)
- 6:a VM-Ute 1991 Lag (Petra Ericsson, Christa Bäckman)

### EM-meriter
- 11:a EM Fält 1995 Lillehammer, Norge (279 p)
- 12:a EM Inne 1987 Bercy, Frankrike (1120 p)
- 16:e EM Inne 1985 Danmark, (1087 p)
- 17:e EM Ute 1986 Izmir, Turkiet (1162 p)
- 26:a EM Ute 1990 Barcelona, Spanien (1225 p)
- 32:a EM Ute 1996 Slovenien (1241/135 p)
- 37:a EM Ute 1988 Luxemburg (1212 )
- 2:a EM Ute 1990 Lag Spanien (J Sjöwall, Petra Ericsson)
- 3:a EM Inne 1987 Lag Frankrike (Lisa Andersson, Nettan Andersson)
- 5:a EM Ute 1996 Lag Slovenien (J Sjöwall, K Larsson)
- 6:a EM Ute 1988 Lag Luxemburg (L Andersson, J Sjöwall)

### NM-meriter
- 2:a NM Inne 2002 Timrå (537/167/110/102 p)
- 3:a NM-Fält 1995 Lillehammar, Norge (279 p)
- 3:a NM Ute 1990 Danmark (1230 p)
- 4:a NM Ute 1986 Åbo, Finland (1201 p)
- 9:a NM Ute 1988 Timrå (1202 p)
- 12:a NM Ute 1984 Porsgrunn, Norge (1126 p)
- 1:a NM-Ute 1996 Lag Norrköping (J Sjöwall, K Persson)
- 1:a NM-Ute 1990 Lag Danmark ( J Sjöwall, A Fahlberg)
- 2:a NM-Ute 1986 Lag Finland (K Wass, G Krantz)

### SM-meriter
- 1:a SM Ute 1997 Motala (92 p)
- 1:a SM Jakt 1994 Umeå (1072 p
- 1:a SM Ute 1992 Umeå (102 p)
- 1:a SM Ute 1990